# Phonetisches Palindrom

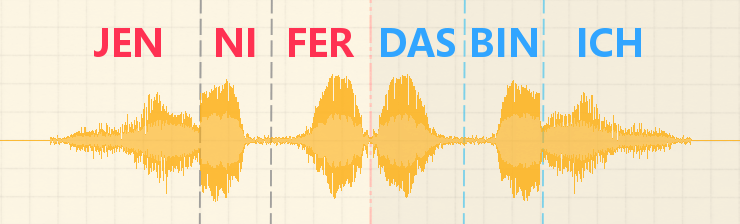
Ein Beispiel für ein phonetisches Palindrom (Jennifer – das bin ich). Der Beispielsatz scheint auf den ersten Blick kein Palindrom zu sein, da die Buchstabenfolge rückwärts und vorwärts nicht identisch ist.

Ein phonetisches Palindrom ist ein Teil der Sprache, der bei Umkehrung identisch oder annähernd identisch ist.

## Besonderheiten
Die Phonetik allgemein beschäftigt sich mit sprachlichen Lauten. Bei phonetischen Palindromen ist die Schreibweise unerheblich, hier ist nur der phonetische Klang von Bedeutung. Die Rückwärts-Aussprache eines phonetischen Palindroms wird in der Regel technisch realisiert (Rückwärts-Abspielfunktion eines Audio-Programms), da Menschen nicht exakt rückwärts sprechen können. Ein Beispiel ist „Neun Minuten in grünem Neon“, das sich vorwärts gelesen und rückwärts abgespielt gleich anhört.
Äußerst deutlich wird das Phänomen, wenn man auf die Wellenform des Audiosignals schaut. Hierbei sieht man, dass dieses tatsächlich spiegelbildlich erscheint und somit ein Palindrom zeigt (siehe Bild). Die meisten Beispiele sind somit konstruiert und werden häufig nachbearbeitet, um den notwendigen phonetischen Gleichklang zu erzeugen.